# New York State Route 376
New York State Route 376 ist ein 22,4 km langer Highway, der vollständig im Dutchess County im Tal des Hudson Rivers des Bundesstaates New York liegt. Die Strecke führt von ihrem südlichen Endpunkt an der NY-52 in East Fishkill nordwärts durch Hopewell Junction und Red Oaks Mill nach Arlington zur Kreuzung mit U.S. Route 44 und 55. Route 376 war in den 1920er Jahren ein Teil der New York State Route 39, bei der Neunummerierung 1930 wurde der Abschnitt East Fishkill-Poughkeepsie als Route 202 neugefasst. Sie erhielt später die Bezeichnung NY-376, um Verwechslungen mit dem U.S. Highway 202 zu vermeiden.

## Streckenbeschreibung
Von ihrem Anfangspunkt an der NY 52 in East Fishkill führt die Straße rund 2400 m nordwärts, überquert den Fishkill Creek und erreicht den Weiler Hopewell Junction. Von der Kreuzung mit der New York State Route 82 verläuft sie für etwa 150 m mit dieser gemeinsam, bevor sie nach Nordwesten abbiegt, die Eisenbahnstrecke überquert und scharf mit 90° abbiegt. An dieser Stelle wird die Einhaltung einer Maximalgeschwindigkeit von 5 mph (8 km/h) empfohlen. Nach einem weiteren kurvigen Abschnitt mit einer Geschwindigkeitsbegrenzung auf 20 mph (32 km/h) ist im weiteren Verlauf die Höchstgeschwindigkeit auf 45 mph (72 km/h) begrenzt. NY 376 führt am Dogwood Knolls Country Club vorbei, bevor sie die Dutchess County Route 29 im Weiler Fishkill Plains trifft. Von dort aus führt NY 376 in westlicher Richtung weiter.
Nachdem die Straße aus dem Gebiet der Town of East Fishkill in die Town of Wappinger gelangte, schwenkt NY 376 an der Kreuzung mit der Dutchess County Route 93 nach Norden. Sie setzt diese Richtung für etwa zwei Kilometer fort und durchquert dabei den Weiler Diddell, bevor sie erneut eine westliche Richtung verfolgt. Sie führt durch den Hamlet New Hackensack, wo sie die County Routes 94 und dann 104 kreuzt. An dieser Kreuzung biegt NY 376 nach Norden ab und verläuft am östlichen Rand des Dutchess County Airport entlang, dessen Passagierterminal von der Straße aus bedient wird. Nördlich des Flughafens folgt NY 376 dem Wappinger Creek, nachdem sie die Stadtgrenze von LaGrange erreicht hat. Wenig später quert NY 376 den Wappinger Creek in die Town of Poughkeepsie.

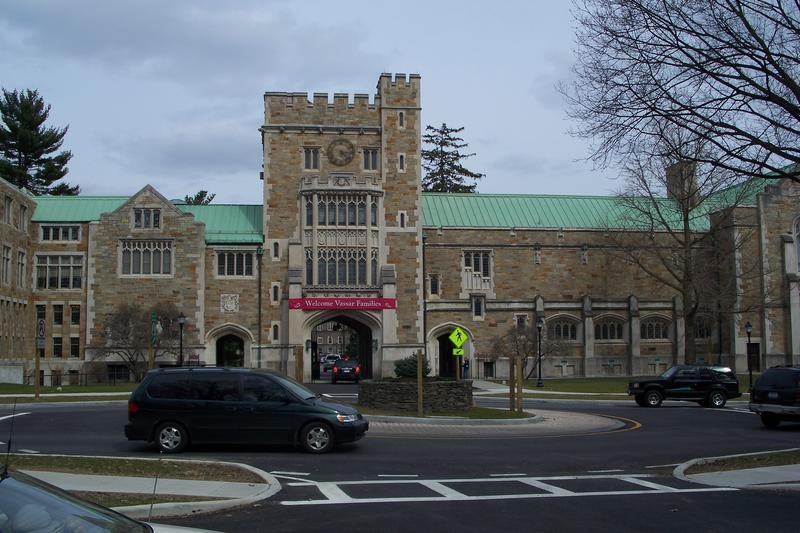
Kreisverkehr am Vassar College

In dem zu Poughkeepsie gehörenden Weiler Red Oaks Mill trifft NY 376 das östliche Ende der New York State Route 113 (Spackenkill Road) und das Nordende der Dutchess County Route 77 (Vassar Road). Route 376 nähert sich dieser Kreuzung mit einem Winkel von 45°, sodass es hier zu je nach Fahrtrichtung schwierigen Manövern kommt. Nach der Kreuzung führt NY 376 auf der New Hackensack Road weiter, der nordwärts führenden Verlängerung der Vassar Road. Nach etwa 3,7 km in nördlicher und nordwestlicher Richtung biegt NY 376 am Vassar College rechts in die Raymond Avenue ein. Dieser Straßenabschnitt heißt Hooker Avenue und ist als New York State Route 983T ausgewiesen, eine unbeschilderte Verbindung zur Grenze zwischen der Town of Poughkeepsie und der City of Poughkeepsie. Route 376 folgt dann der Raymond Avenue für etwa 1600 m, bevor sie die ostwärts führende Fahrbahn von US 44/NY 55 sowie die Main Street (County Road 114) überquert und schließlich im Weiler Arlington an der westwärts führenden Fahrbahn von US 44/NY 55 endet.

## Geschichte
Route 376 war während der 1920er Jahre ein Teil der damaligen New York State Route 39, die von Patterson über West Patterson und East Fishkill nach Poughkeepsie (City) führte. Bei der Neunummerierung 1930 wurde der Abschnitt der Route 39 zwischen Poughkeepsie und East Fishkill als New York State Route 202 umgewidmet, zwischen East Fishkill und dem westlichen Rand von Patterson wurde die Strecke zur New York State Route 52 und der Rest als New York State Route 311 ausgeschildert. Im Jahr 1934 wurde der U.S. Highway 202 von der AASHO ausgewiesen. Um einen Nummerierungskonflikt zu beseitigen, wurde Route 202 im Jahr darauf zur Route 376.

## Kreisverkehre

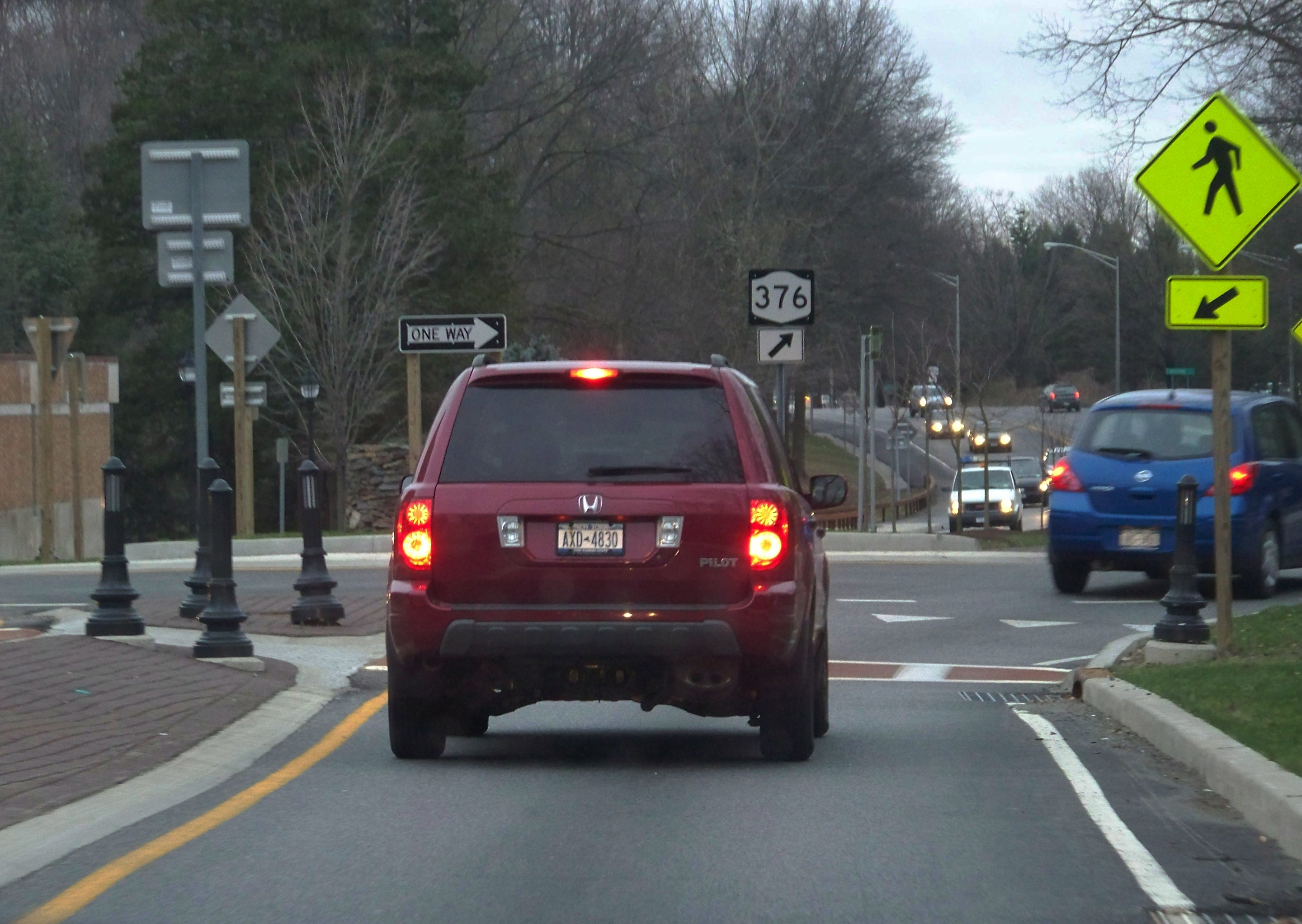
Kreisverkehre am Vassar College

Kreisverkehre entlang der Raymond Avenue haben unter den Anwohnern zu Kritik geführt, weil dadurch eine Fahrspur Fahrtrichtung weggefallen ist, sodass die früher vierspurige Straße in eine zweispurige Strecke mit getrennter Richtungsfahrbahn wurde und somit der zuvor bestehende Verkehrsgewohnheiten geändert wurden.
Ein Teil des Verkehres hat sich auf andere örtliche Straßen verlagert.
Derzeit existieren zwei solcher Kreisverkehre, einer an der Haupteinfahrt zum Vassar College und einer an der College Avenue, die beide eine ampelgeregelte Kreuzung ersetzt haben. Außerdem wurde eine frühere Fußgängerampel entfernt. Ein weiterer Kreisverkehr sollte im Sommer 2008 an der Kreuzung mit der Fulton Avenue entstehen. Dieser Umbau schließt Maßnahmen zu Verkehrsberuhigung in einigen Seitenstraßen ein, die seit Einrichtung der Kreisverkehre eine erhöhte Nutzung aufwiesen. Das New York State Department of Transportation nennt das Projekt einen Erfolg, weil der Verkehr beruhigt wurde, die Stauungen zurückgingen und der Verkehrsfluss verbessert wurde.